# Serratula Group
Serratula Group è il nome di un gruppo tassonomico informale di piante angiosperme dicotiledoni della famiglia delle Asteraceae.

## Descrizione

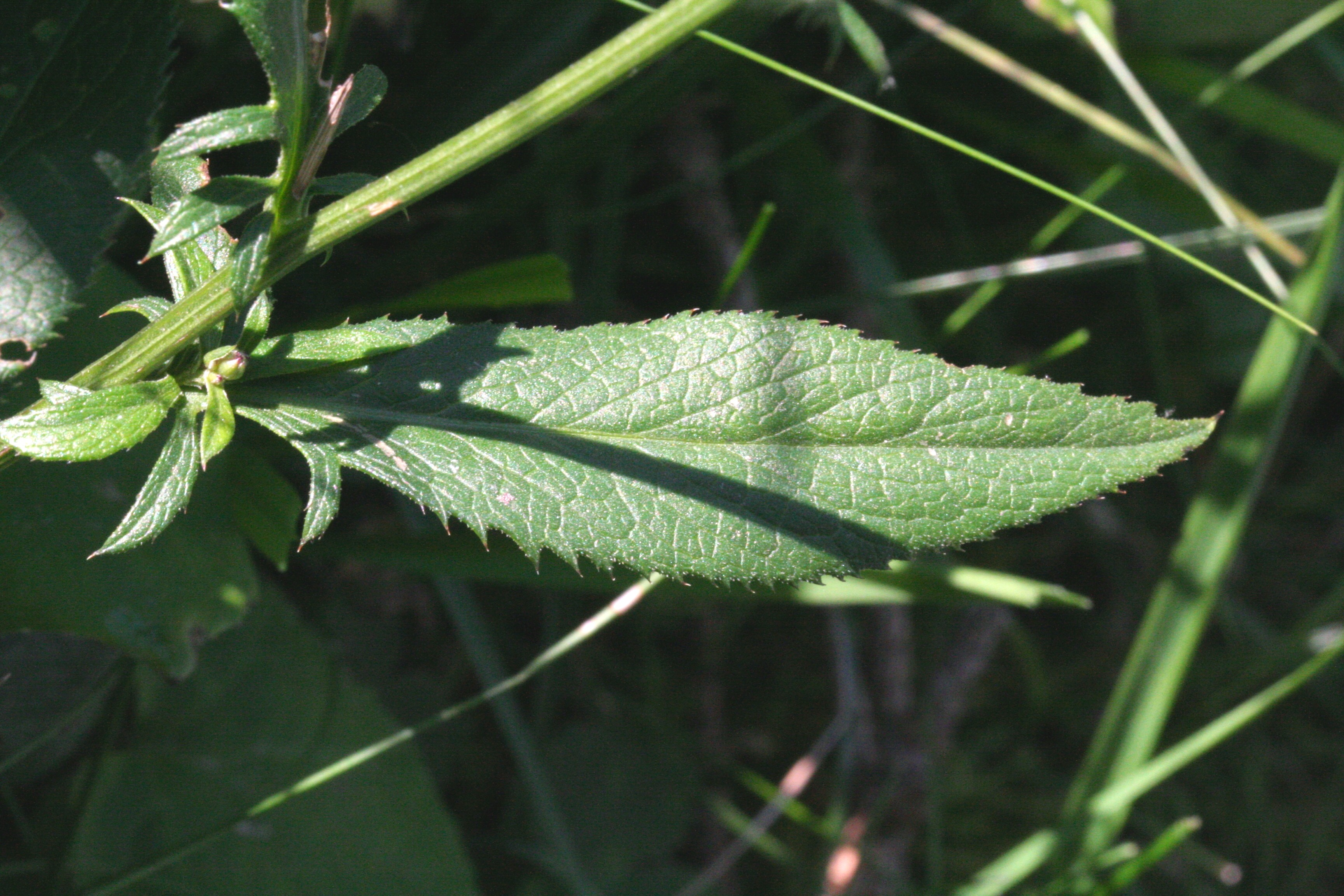
Le foglie
Serratula tinctoria

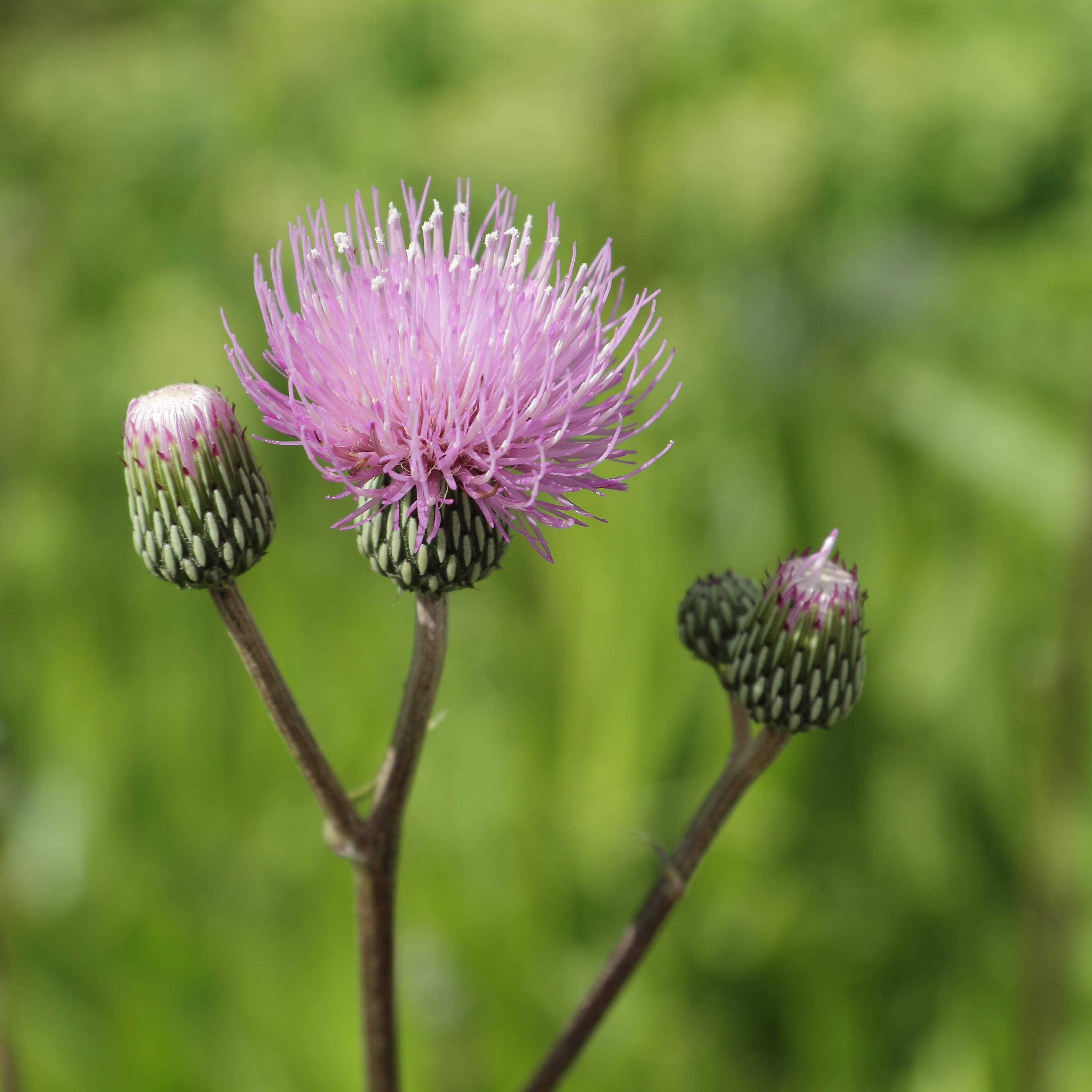
Infiorescenza
Klasea pinnatifida

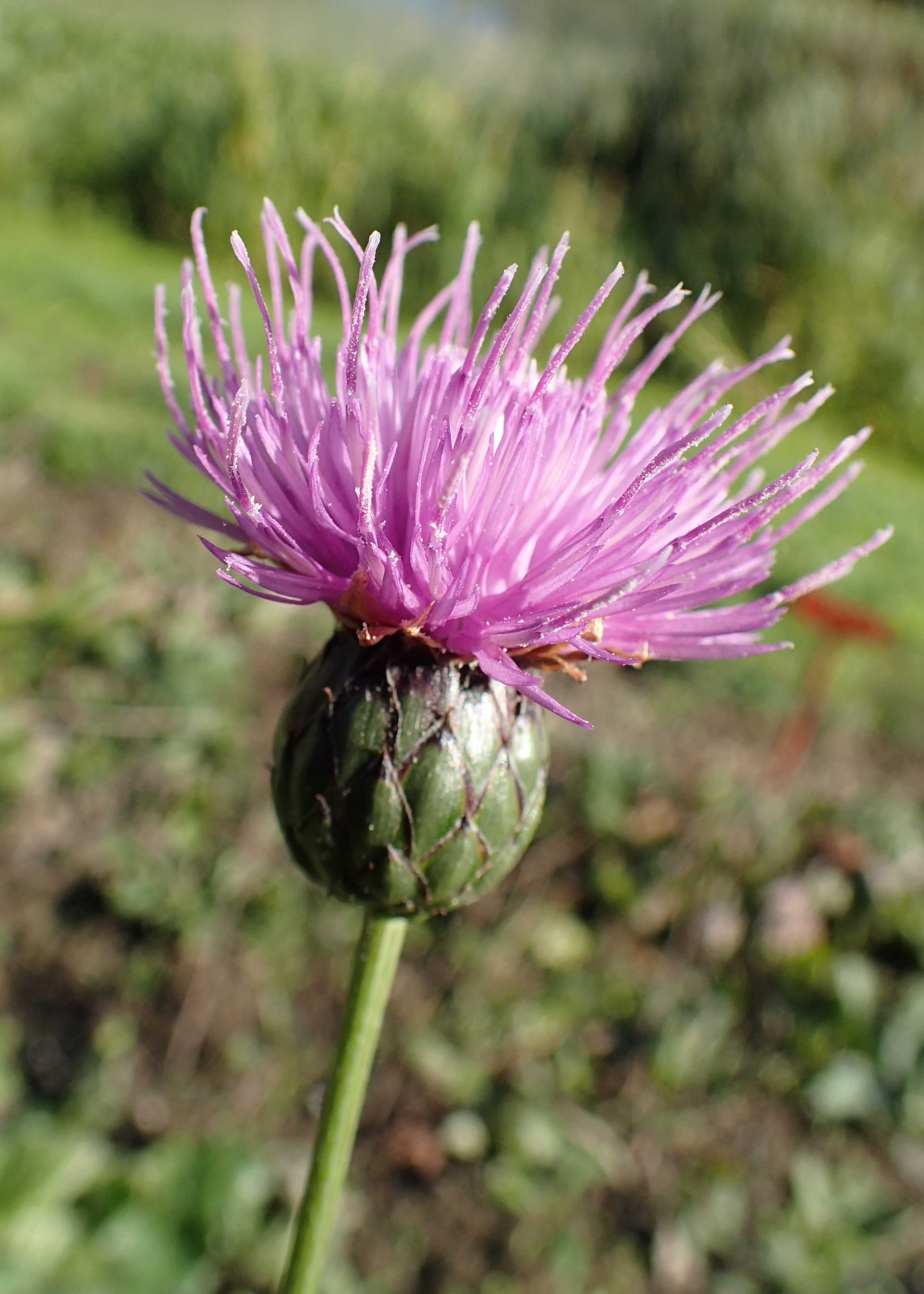
I fiori
Klasea lycopifolia

Le specie di questo gruppo sono piante erbacee perenni o arbustive prive di spine.
Le foglie lungo il caule sono disposte in modo alterno, hanno una lamina intera o pennatosetta. La forma può essere da lineare a oblunga con bordi seghettati.
Le infiorescenze si compongono di capolini omogami (molto raramente eterogami). I capolini sono formati da un involucro a forma da cilindrica a ovoidale composto da brattee (o squame) all'interno del quale un ricettacolo fa da base ai fiori tutti tubulosi. Le brattee dell'involucro, disposte su più serie in modo embricato, sono di vario tipo; le appendici delle brattee sono rudimentali. Il ricettacolo normalmente è sericeo.
I fiori sono tutti del tipo tubuloso. I fiori sono tetra-ciclici (ossia sono presenti 4 verticilli: calice – corolla – androceo – gineceo) e pentameri (ogni verticillo ha 5 elementi). I fiori in genere sono ermafroditi e actinomorfi. Se i capolini sono eterogami allora sono presenti dei fiori tubolosi periferici radiati (zigomorfi) e sterili.
- Formula fiorale:

- /x K {\displaystyle \infty }, [C (5), A (5)], G 2 (infero), achenio

- Calice: i sepali del calice sono ridotti ad una coroncina di squame.
- Corolla: la corolla in genere è colorata di blu o violetto, raramente giallo o altri colori.
- Androceo: gli stami sono 5 con filamenti liberi, glabri e papillosi, mentre le antere sono saldate in un manicotto (o tubo) circondante lo stilo.[8]
- Gineceo: lo stilo è filiforme; gli stigmi dello stilo sono due divergenti. L'ovario è infero uniloculare formato da 2 carpelli.

Il frutto è un achenio con pappo. Gli acheni, con forme obovoidi e lateralmente compressi e normalmente rigati o con coste, sono glabri o raramente pelosi. Il pericarpo dell'achenio è sclerificato; alla sommità l'achenio è provvisto di una piastra dritta. Il pappo (facilmente deciduo) è inserito in un anello parenchimatico sulla piastra apicale e in genere è formato da due anelli poco evidenti. Non è presente l'elaisoma. L'ilo è basale.

## Biologia
- Impollinazione: l'impollinazione avviene tramite insetti (impollinazione entomogama).
- Riproduzione: la fecondazione avviene fondamentalmente tramite l'impollinazione dei fiori (vedi sopra).
- Dispersione: i semi cadendo a terra (dopo essere stati trasportati per alcuni metri dal vento per merito del pappo – disseminazione anemocora) sono successivamente dispersi soprattutto da insetti tipo formiche (disseminazione mirmecoria).

## Distribuzione
Le specie di questo genere si trovano in Eurasia.

## Tassonomia
La famiglia di appartenenza di questa voce (Asteraceae o Compositae, nomen conservandum) probabilmente originaria del Sud America, è la più numerosa del mondo vegetale, comprende oltre 23.000 specie distribuite su 1.535 generi, oppure 22.750 specie e 1.530 generi secondo altre fonti (una delle checklist più aggiornata elenca fino a 1.679 generi). La famiglia attualmente (2021) è divisa in 16 sottofamiglie.
La tribù Cardueae (della sottofamiglia Carduoideae) a sua volta è suddivisa in 12 sottotribù (la sottotribù Centaureinae è una di queste).

### Filogenesi
La classificazione della sottotribù rimane ancora problematica e piena di incertezze. Questo gruppo informale (chiamato provvisoriamente anche "Klasea Group") composto dai generi Klasea Cass e Serratula L, nell'ambito della sottotribù Centaureinae e da un punto di vista filogenetico, si trova più o meno in una posizione centrale vicino al gruppo informale Rhaponticum Group.
In studi precedenti nel gruppo era inserito anche il genere Nikitinia Iljin, ora sinonimo di Klasea.

### Elenco dei generi
Il gruppo comprende 2 generi e 59 specie:
| Genere             | N. specie | Distribuzione |
| ------------------ | --------- | ------------- |
| Klasea Cass., 1825 | 55        | Eurasia       |
| Serratula L., 1753 | 4         | Eurasia       |

### Specie della flora spontanea italiana
Nella flora spontanea italiana del gruppo di questa voce sono presenti in tutto 5 specie:
- Klasea: 4 specie.
- Serratula: una specie (Serratula tinctoria L.).